# 滘西洲石刻

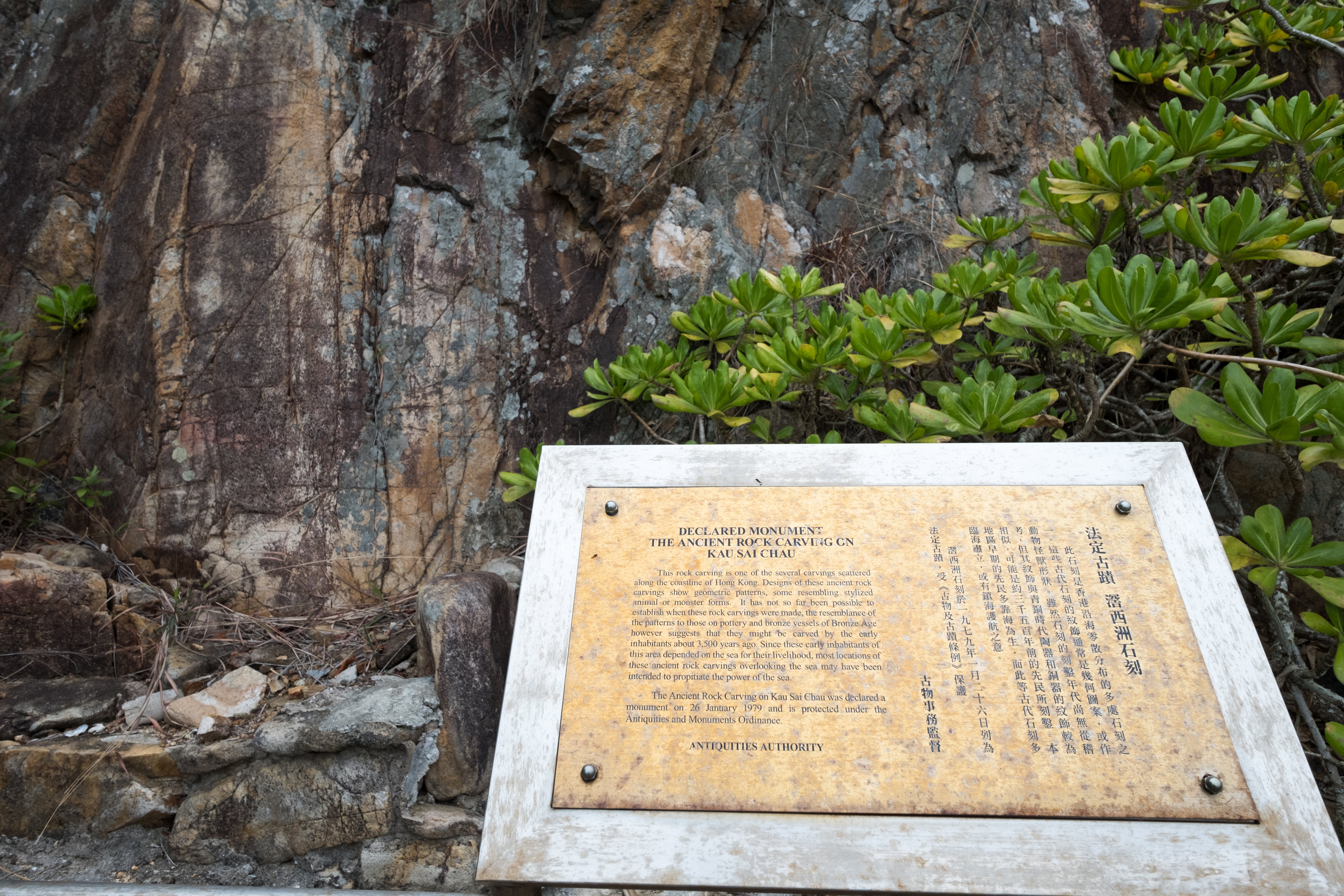
滘西洲石刻

滘西洲石刻是香港史前時期的石刻，位於新界西貢區滘西洲西北岸，現已列為香港法定古蹟。
滘西洲石刻在1976年發現。石刻所處之地很難由陸路到達，而且只離開最高水位約2米，為該石刻相比起其他香港石刻的特別之處。石刻刻在垂直石塊上，圖紋飽經風化，以下半部較嚴重，但仍依稀可見獸形紋樣。

## 外部連結
- 古物古蹟辦事處 滘西洲石刻 （页面存档备份，存于）